# Вулиця Січових Стрільців (Дніпро)
Вулиця Січових Стрільців — вулиця у Шевченківському районі Дніпра у межах давніх районів Половиці та Млинів. Тягнеться від проспекту Яворницького на південь угору другого пагорба довжиною 3300 метрів.
До перейменування за декомунізації 2016 року мала назву вулиця Артема.

## Історія
Олександрівська вулиця спланована у Катеринославі на початку 19 сторіччя. Названа на честь російського імператора Олександра I.
Спочатку вулиця доходила до Великої Базарної вулиці, після чого переходила у Нікопольський шлях, що йшов степом. На мапі 1903 року забудова Олександрівської вулиці доходить до Слов'янської (сучасна Драгоманова), а на мапі 1910—1915 років — вже до проспекту Орлика.
Олександрівську вулицю перейменували на честь більшовика Артема (Сергєєва, загинув 1921 року) у 1923 році, за рішенням президія Катеринославського губвиконкому.
До початку німецько-радянської війни вулиця виросла ще на пару кварталів із господарською забудовою до південного міського кладовища. Після війни кладовище закрили й перевлаштували на парк імені Богдана Хмельницького. У кінці вулиці на правій стороні звели міську лікарню № 16.

## Перехресні вулиці
- Проспект Яворницького
- Вулиця Шевченка
- Старокозацька вулиця
- Вулиця Святослава Хороброго
- Бородинська вулиця
- Вулиця Свєтлова
- Вознесенська вулиця
- Вулиця Дарвіна
- Вулиця Симона Петлюри
- Українська вулиця
- Вулиця Михайла Драгоманова
- Вулиця Сергія Подолинського
- Вулиця Ігоря Сікорського
- Проспект Пилипа Орлика
- Вулиця Пугачова
- Напорна вулиця

## Будівлі
- № 3а/вулиця Шевченка, 34 — Будинок Стефановича
- № 3а — будинок Андерегга (будівля Катеринославського повітового земства; за радянської влади — Кожно-венерологічний обласний диспансер); тепер — Управління Дніпровської єпархії УПЦ КП
- № 5 — пам'ятка архітектури в аварійному стані; побудовано 1910 року на паях 2-ю Катеринославською Спілкою взаємного кредиту й Катеринославською міською спілкою взаємного страхування з великим операційним залом на другому поверсі[2]; за радянської влади було Будинком культури Дніпропетровського Управляння Внутрішніх Справ;
- № 20 — Бізнес-центр «Цитадель-1»
- № 21а — гастроном АТБ
- № 25 — будинок купця Брука
- № 94а — центральний офіс Нової пошти
- № 147 — колишній 138-й зенітний ракетний полк (в/ч А-4608)

## Світлини

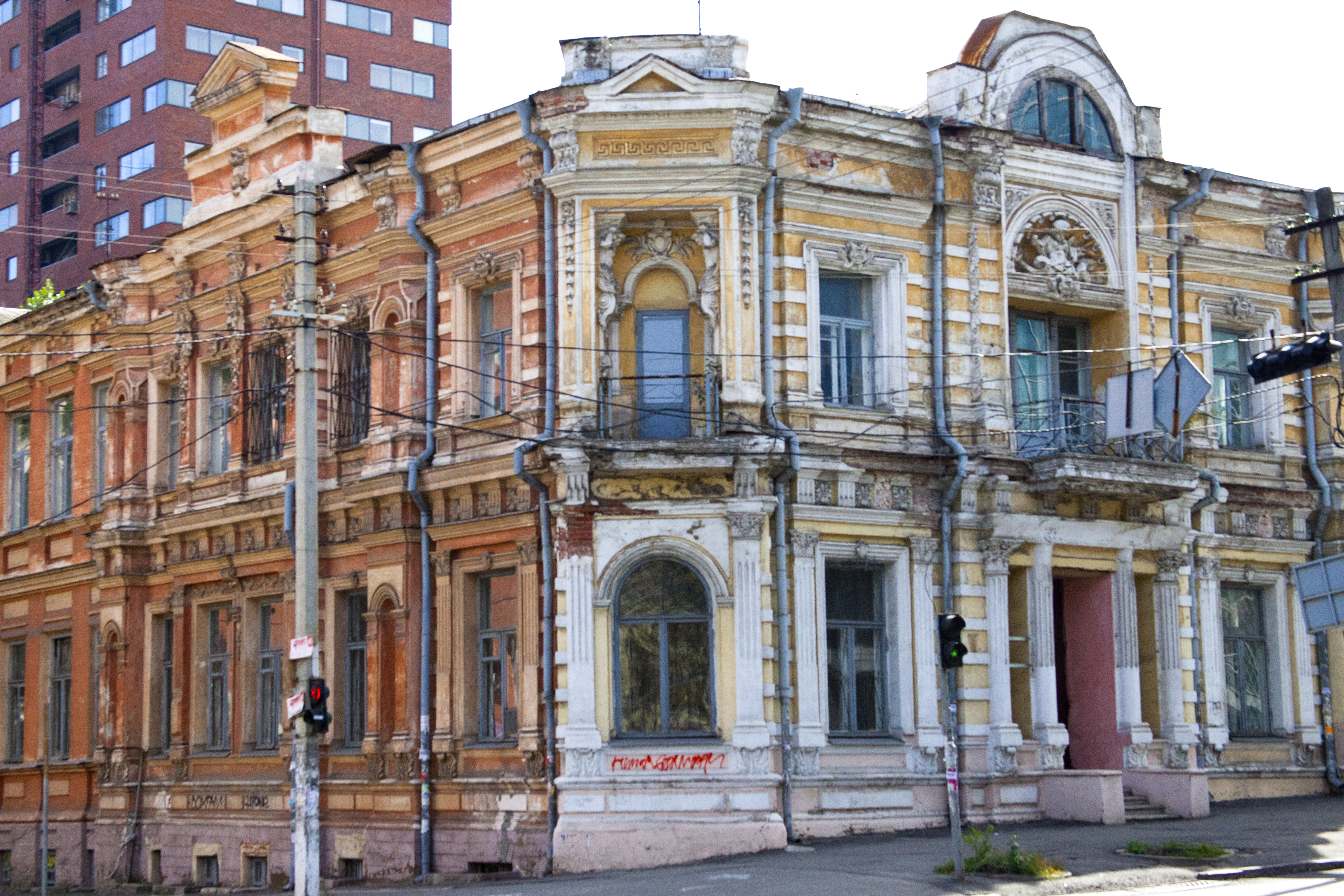
№ 3а - Дохідний будинок з аптекою (1890-ті - початок 1900-х рр.)
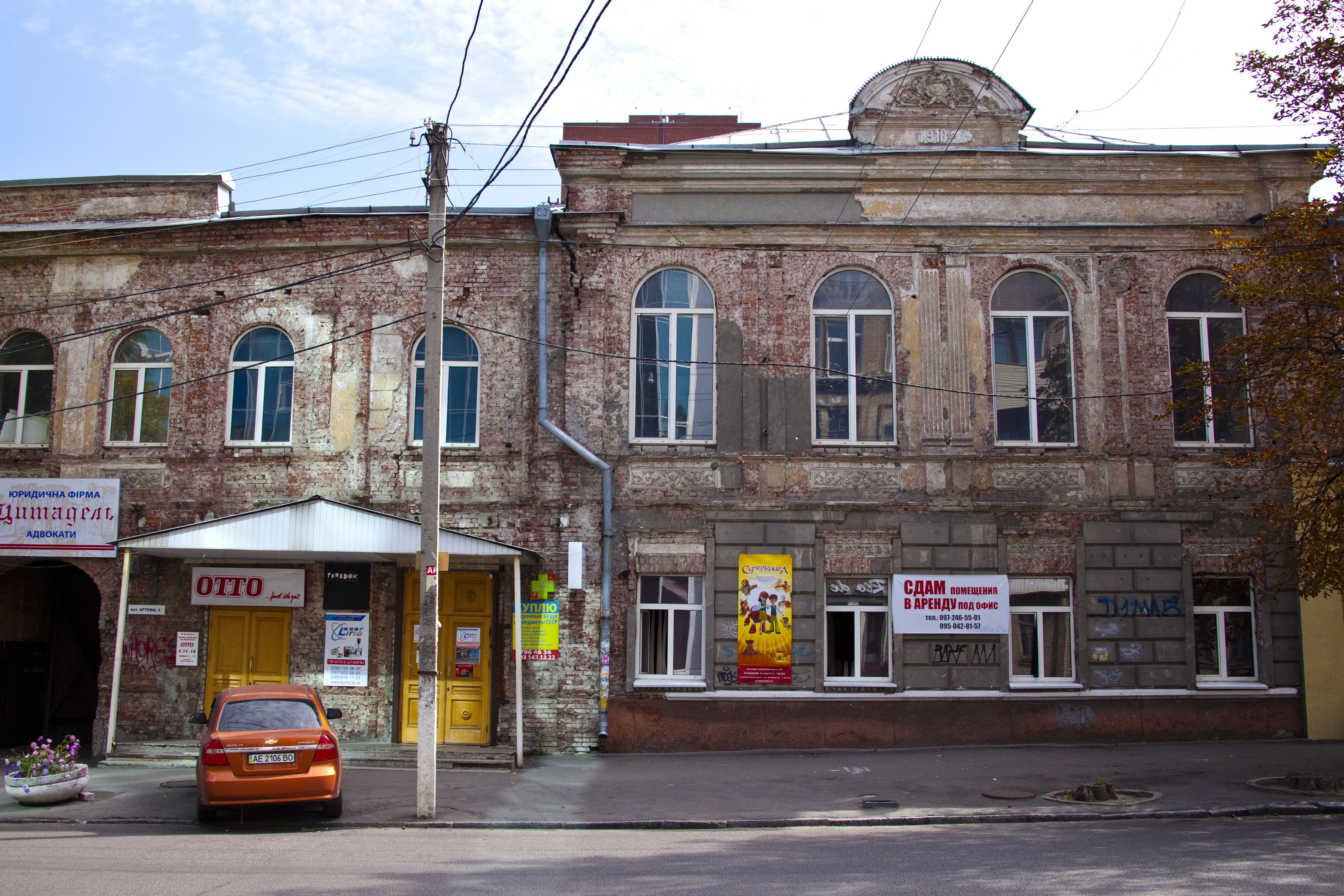
№ 5 - Будинок культури УВС (1910 р.)
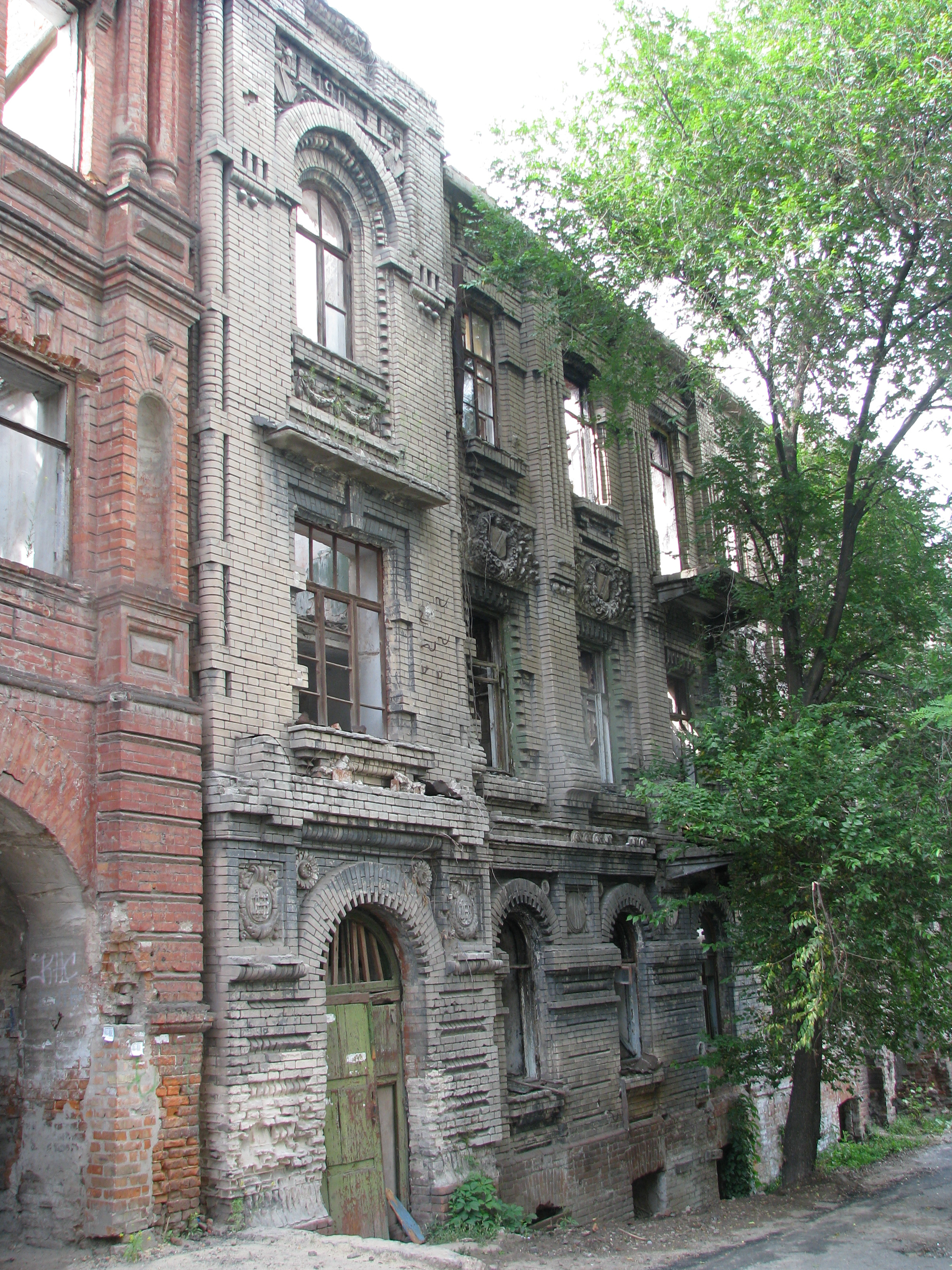
№ 24 - Дохідний будинок (1900-ті роки)
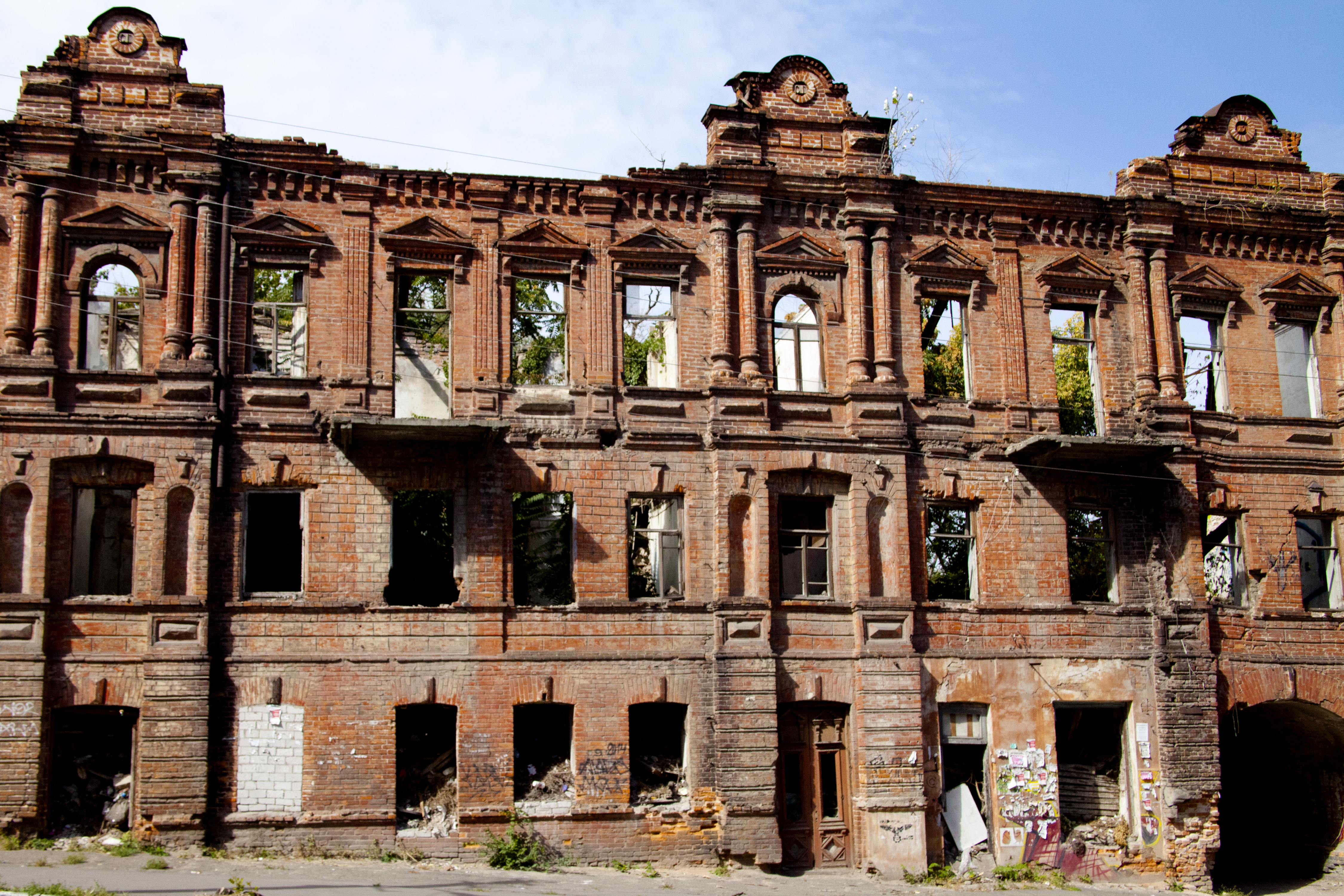
№ 26 - Дохідний будинок (друга половина 1890-х - початок 1900-х р.р.)